# 정정 보도
정정 보도란 인쇄매체와 방송 등의 미디어 상에서 편파, 허위, 과장 기사가 보도되었을 경우 그것을 진실로 정정하여 보도함을 말한다. 잘못된 보도로 피해를 받은 자는 보도가 있은지 안 날로부터 해당 언론에 3개월 이내에 정정보도를 요구할 권리를 정정보도청구권이라고 한다. 그러나 보도 이후 6개월이 경과하면 정정보도를 청구할 수 없다. 정정보도는 사실보도에 한하며, 비판이나 논평기사는 제외된다.
- [정정보도] 기독교복음침례회 관련 정정 및 반론(스포츠투데이, 2014.11.07)

청해진 소속 구원파의 신도는 약 10%이며 유병언 전 회장은 기독교복음침례외 설립과는 무관.
- [정정보도] ANF '인천 유시티 특혜의혹‘과 무관(일간경기, 2014.11.06)

인천 유시티가 ANF와 수의계약해 특혜 → 수의계약이 아닌 경쟁입찰을 통해 사업 참여.
- [정정보도] 유병언 청해진해운 실소유설 보도 건(한국일보, 2014.11.12)

청해진해운의 실소유주는 유병언 세모그룹 전 회장 → 유병언 전 회장은 청해진해운 주식, 천해지, 아이원아이홀딩스의 주식을 전혀 소유하지 않았기에 실소유주가 아님.